# Eric Christian Olsen
Pour l’article homonyme, voir Olsen.
Eric Christian Olsen, est un acteur américain né le 31 mai 1977 à Eugene (Oregon).
En 2009, l'acteur se fait connaître du grand public, grâce à son rôle de Marty Deeks dans la série télévisée policière NCIS : Los Angeles.

## Biographie
Il est d'origine norvégienne. Après des études en Californie, Eric Christian Olsen se lance dans le théâtre, s'illustrant notamment dans des pièces telles que Oliver, My Fair Lady et The Nutcracker.

### Vie privée
Il est en couple avec l'actrice  Sarah Wright  depuis 2007. Ils se sont mariés le 23 juin 2012 près de Jackson Hole, (Wyoming).
Ils ont trois enfants : Wyatt Oliver Olsen né le 16 août 2013, Esme Olivia Olsen née le 9 août 2016 et Winter Story Olsen née le 15 septembre 2020.

## Carrière
À partir de 1994, il travaille pour le petit écran. On le voit entre autres aux génériques d’Urgences, de Smallville et de 24 heures chrono.
En 2001, il fait ses grands débuts au cinéma avec un petit rôle dans la superproduction Pearl Harbor, réalisée par Michael Bay.
Le jeune comédien américain s'illustre ensuite dans des productions pour adolescents comme Sex Academy et Une nana au poil. En 2003, il tient la vedette de Dumb & Dumberer : quand Harry rencontra Lloyd, où il incarne le personnage initialement tenu par Jim Carrey.
En 2007, il apparaît dans une fausse sex-tape, sous le nom de Perry Hilton, avec Eva Longoria pour le site humoristique américain Funny Or Die.
En 2008, il apparaît dans le clip Yes We Can, une chanson inspirée d'un discours prononcé par Barack Obama, à la suite de la primaire du New Hampshire de 2008.
En 2009, il rejoint le casting de NCIS : Los Angeles, la série dérivée de NCIS : Enquêtes spéciales dans le rôle de Marty Deeks, un inspecteur de police qui intègre l'équipe en tant qu'agent de liaison de la police de Los Angeles pour le NCIS. Le 20 janvier 2023, on apprend que la série va s'arrêter le 14 mai 2023 après 14 saisons.

## Filmographie

### Cinéma

#### Longs métrages
- 2001 : Pearl Harbor de Michael Bay : Gunner
- 2001 : Sex Academy (Not Another Teen Movie) de Joel Gallen : Austin
- 2002 : Une nana au poil (The Hot Chick) de Tom Brady : Jake
- 2002 : Local Boys de Ron Moler : Randy Dobson
- 2003 : Dumb & Dumberer : Quand Harry rencontra Lloyd (Dumb and Dumberer : When Harry Met Lloyd) de Troy Miller : Lloyd Christmas
- 2004 : Cellular de David R. Ellis : Chad
- 2004 : Mojave de David Kebo et Rudi Liden :
- 2006 : Last Kiss (The Last Kiss) de Tony Goldwyn : Kenny
- 2006 : Beerfest de Jay Chandrasekhar : Un buveur de bière
- 2007 : The Comebacks de Tom Brady : Dude
- 2007 : Permis de mariage (License to Wed) de Ken Kwapis : Carlisle
- 2008 : Sunshine Cleaning de Christine Jeffs : Randy
- 2008 : L'Œil du mal (Eagle Eye) de D. J. Caruso : Craig
- 2009 : Sea, Sex and Fun (Fired Up) de Will Gluck : Nick Brady, l'obsédé
- 2009 : Mon père et ses 6 veuves (The Six Wives of Henry Lefay) d'Howard Michael Gould : Lloyd
- 2010 : Le Plan B (The Back-up Plan) d'Alan Poul (en) : Clive
- 2011 : The Thing de Matthijs van Heijningen Jr. : Adam Goodman
- 2012 : Celeste and Jesse Forever de Lee Toland Krieger : Steve Tucker
- 2015 : Band of Robbers d'Aaron Nee et Adam Nee : Sid Sawyer
- 2017 : Battle of the Sexes de Jonathan Dayton et Valerie Faris : Lornie Kuhle
- 2017 : Sun Dogs de Jennifer Morrison : Thad
- 2017 : The Relationtrip de C.A. Gabriel et Renée Felice Smith : Chippy (voix)
- 2019 : The Place of No Words de Mark Webber : Eric / Knight

#### Courts métrages
- 2001 : Mean People Suck de Matthew Cole Weiss : Nick
- 2015 : Warning Labels de Jennifer Morrison : Thad

### Télévision

#### Séries télévisées
- 1999 : La Famille Green (Get Real) : Cameron Green
- 1999 : Urgences (ER) : Travis Mitchell
- 1999 : Turks : Kevin Williams
- 2001 : Smallville : Harry Bollston / Volk jeune
- 2002 : 24 Heures chrono (24) : John Mason
- 2005 : Tru Calling : Compte à rebours (Tru Calling) : Jensen Ritchie
- 2006  - 2007 : The Loop : Sully Sullivan
- 2008 - 2009 : Brothers & Sisters : Kyle DeWitt
- 2009 - 2010 : Community : Vaughn Miller
- 2010 : Neighbors from Hell : Wayne (voix)
- 2010 - 2011 : Kick Kasskoo : Wade
- 2010 - 2012 : Hero Factory : William Furno (voix)
- 2010 - 2023 : NCIS : Los Angeles : Marty Deeks (292 épisodes)
- 2016 - 2017 : Star Butterfly (Star vs. the Forces of Evil) : Rock / Whale (voix)

#### Téléfilms
- 1998 : Black Cat Run de D. J. Caruso : Un homme à la station service
- 1999 : Arthur's Quest de Neil Mandt : Artie / Roi Arthur
- 2007 : Revanche de femme (Wright & Wrong) de Graeme Clifford : Jason « Kruegger » Langdon